# Carlota, Duquesa de Valentinois
Carlota Luísa Julieta Grimaldi de Mônaco, nascida Carlota Luísa Julieta Louvet (em francês: Charlotte Louise Juliette; 30 de setembro de 1898 – 15 de novembro de 1977), foi a filha ilegítima de Luís II, Príncipe de Mônaco e de Marie Juliette Louvet. Foi casada com Pedro, Duque de Valentinois, e mãe do príncipe Rainier III. De 1922 até 1944, ela foi a Princesa Herdeira de Mônaco.

## Nascimento e adoção
Nascida Carlota Louvet em Constantina, Argélia, ela era a filha ilegítima de Marie Juliette Louvet, uma cantora de cabaré, e do príncipe Luís II. Com a morte do príncipe Luís II, que não tinha um herdeiro legítimo, o trono de Mônaco seria passado para Guilherme Carlos, o 2º Duque de Urach, um primo alemão de Luís II e filho da princesa Florestine de Mônaco. Para impedir este evento, uma lei, criada a 15 de maio de 1911, reconheceu Carlota como filha de Luís II, fazendo-a membro da família soberana. Porém, foi considerada inválida de acordo com os estatutos de 1882, e uma lei, criada em 30 de outubro de 1918, a permitiu ser adotada. Luís adotou Charlotte em Paris no dia 16 de maio de 1919, concedendo-a o sobrenome Grimaldi e o título Duquesa de Valentinois. Por isso, de 1922 até 30 de maio de 1944, ela foi sua herdeira aparente.

## Legalidade da adoção
Existe uma sombra de dúvida quanto à legitimidade desta adoção. O Código Civil monegasco (artigos 240 e 243) requer que o litigante de adoção tenha pelo menos cinquenta anos e que o indivíduo a ser adotado tenha vinte e um anos. A Ordem de 1918 mudou o limite de idade para dezoito (Charlotte tinha vinte anos na época), mas não o outro limite de idade (Luís tinha quarenta e oito anos).

## Casamento
Em 1920, Luís arranjou o casamento de Carlota com Pedro, Duque de Valentinois, de Guidel, Morbihan, Bretanha, França. Pierre, por ordem de Luís, tomou o sobrenome Grimaldi e tornou-se Príncipe de Mônaco. O casal teve dois filhos:
- Antonieta do Mônaco (28 de dezembro de 1920 - 18 de março de 2011)
- Rainier III, Príncipe de Mônaco[1] (31 de maio de 1923 - 6 de abril de 2005)

Contudo, o casamento foi infeliz, e eles se separaram em 1930, quando Charlotte deixou Pierre por um amante italiano, Del Masso. O casal divorciou-se em 1933.

## Vida posterior
Em 30 de maio de 1944, um dia antes do aniversário de vinte e um anos de seu filho, Carlota, com o consentimento total de seu pai, cedeu seus direitos ao trono para Rainier. Desta data em diante, ela não era mais a Princesa Herdeira de Mônaco, porém manteve os títulos Princesa de Mônaco e Duquesa de Valentinois.
Ela foi depois estudar na faculdade, obtendo um grau em serviço social. Depois que seu filho assumiu o trono, ela foi morar em Le Marchais, uma propriedade dos Grimaldi fora de Paris. Apesar das objeções de seus filhos, que temiam por sua segurança, Carlota transformou a propriedade em um centro de reabilitação para ex-condenados. Ela morou em Le Marchais com seu amante, um notável ladrão de joias francês René Girier, apelidado como René la Canne.[carece de fontes?]
Em 1977, a princesa Carlota morreu em Paris, na França. Está sepultada na Chapelle de la Paix, Monte Carlo em Mônaco.

## Ligação externa
- Fotografia de Charlotte, Duquesa de Valentinois no casamento de seu filho com Grace Kelly